# الشقيقان: رحلة خيالية
الشقيقان: رحلة خيالية (بالإنجليزية: Onward) هو فيلم مغامرات خيالي حضري أمريكي 2020 رسوم متحركة بالكمبيوتر أنتجته استوديوهات بيكسار وتم إصداره بواسطة والت ديزني. الفيلم من إخراج دان سكانلون، من إنتاج كوري راي وكتبه سكانلون وجيسون هيدلي وكيث بونين، وبطولة أصوات توم هولاند وكريس برات وجوليا لويس دريفوس وأوكتافيا سبنسر. تدور أحداث الفيلم في عالم خيالي في الضواحي، ويتبع شقيقين قزم يُدعى إيان وبارلي لايتفوت الذين انطلقوا في مهمة للعثور على قطعة أثرية ستعيد والدهم المتوفى مؤقتًا لمدة 24 ساعة قبل فوات الأوان. مفهوم الفيلم مستوحى من وفاة والد سكانلون، الذي توفي في حادث سيارة، عندما كان سكانلون وشقيقه الأكبر أطفالًا صغارًا جدًا. تم الإعلان عن الفيلم في D23 Expo في يوليو 2017.
تم عرض الفيلم لأول مرة في مهرجان برلين السينمائي الدولي السبعين في 21 فبراير 2020، وتم عرضه بشكل مسرحي في الولايات المتحدة في 6 مارس 2020. تلقى الفيلم آراء إيجابية من النقاد، لكنه كان أداؤه ضعيفًا في شباك التذاكر، حيث حقق 141 مليون دولار فقط في جميع أنحاء العالم. ساهم جائحة COVID-19 في عيوبه المالية، بسبب إغلاق المسارح على نطاق واسع، مما جعله ثاني فشل في شباك التذاكر لشركة Pixar بعد The Good Dinosaur (2015). مثل العديد من الأفلام الأخرى التي تم إصدارها في الأشهر الأولى من عام 2020، حققت نجاحًا أكبر بكثير على VOD. تم ترشيح الفيلم لأفضل فيلم رسوم متحركة طويل في حفل توزيع جوائز غولدن غلوب الثامن والسبعين وجوائز الأوسكار رقم 93، لكنه خسر الجائزتين لصالح فيلم رحلة ذاتية والذي هو أيضا فيلم آخر من أفلام بيكسار.

## قصة الفيلم
في عالم تسكنه مخلوقات أسطورية، كان السحر شائعًا منذ آلاف السنين، على الرغم من صعوبة إتقانه. بعد التقدم التكنولوجي على مر القرون، أصبح السحر قديمًا وتم التخلص منه إلى حد كبير.
في العصر الحديث، إيان لايتفوت هو قزم مراهق يكافح من أجل الثقة بالنفس. شقيقه الأكبر، بارلي، هو لاعب متحمّس ومندفع في لعب الأدوار. في عيد ميلاد إيان السادس عشر، أعطت والدة الأولاد، لوريل، لأبنائها هدية من والدهم، وايلدن، الذي توفي قبل وقت قصير من ولادة إيان: طاقم سحري، جوهرة فينيكس نادرة، ورسالة تصف «تعويذة الزيارة» التي يمكن إحياء وايلدن ليوم واحد. ينجح إيان في إلقاء التعويذة ولكن، قاطعه بارلي، لا يستطيع إنهاءها.
نتيجة لذلك، يتم إصلاح النصف السفلي فقط من جسم وايلدن قبل أن تتفكك الأحجار الكريمة. يشرع الأخوان في السعي لاقتناء جوهرة أخرى وإكمال التعويذة قبل غروب الشمس، آخذين شاحنة بارلي المحبوبة «جوينيفر». العثور على الأولاد ذهب، لوريل يغادر للبحث عنهم. على أمل العثور على خريطة لجوهرة أخرى، قام لان وبارلي بزيارة حانة المانتيكور الذي كان في السابق مكانًا للتجمع للمغامرين المحتملين، والآن مطعم عائلي يديره المانتيكور («كوري»). أثناء الجدال مع إيان حول الخريطة، تدرك كوري كيف أصبحت حياتها غير مستوفاة وتفقد أعصابها، مما أدى إلى إشعال النار في المطعم والخريطة عن طريق الخطأ. الدليل الوحيد للأخوين على الجوهرة هو قائمة الأطفال التي تشير إلى جبل قريب «نقطة السواد».
يصل لوريل لاحقًا إلى مكان الحادث ويصادق كوري، الذي يحذر لوريل من أن الجوهرة تحرسها لعنة لا يمكن هزيمتها إلا بسيف مسحور.
بعد سرقة السيف من دكان البيدق، شرعوا في مطاردة إيان وبارلي. السفر إلى الجبال، يقترح بارلي اتباع ما يسميه «طريق الخطر»، لكن إيان يصر على السير في الطريق السريع. أثناء سفرهم، يبدأ إيان في إتقان التعاويذ السحرية التي يتذكرها بارلي من لعبة لعب الأدوار. إنهم يهربون بصعوبة من عصابة دراجات نارية من الجنيات في محطة وقود ويواجهون مواجهة متوترة مع الشرطة، والتي يتنكر فيها الأولاد على أنهم صديق والدتهم، كولت برونكو، حيث يكشف إيان عن غير قصد أنه يعتبر الشعير خطأً. للاعتذار، يوافق إيان على اتباع طريق الخطر. تتعزز ثقة إيان بنفسه عندما نجح في استخدام تعويذة تسمح له بالسير عبر حفرة بلا قاع، حيث كان، دون علمه، يسير بدون الحبل الذي ربطه بارلي به خلال النصف الثاني من الحفرة.
يلحق برونكو بالأولاد ويجبرهم على العودة إلى المنزل، ويوافق إيان، ولكن عندما يبدأ الشاحنة، يقود سيارته بعيدًا، مما أدى إلى مطاردة الشرطة الجامحة. عندما تلاحقهم الشرطة، يضحي بارلي بـ جوينيفر لإحداث انهيار أرضي، مما يعيق مطاردهم.
تبين أن «نقطة السواد» هي سلسلة من تماثيل الغربان تقودهم إلى كهف. أثناء استكشافهم للكهف، اعترف بارلي بأنه كان خائفًا جدًا من أن يودع وايلدن عندما كان يحتضر. يتجنب الأخوان سلسلة من الفخاخ، بما في ذلك مكعب جيلاتيني يذوب أي شيء يلمسه. بعد الخروج من الكهف، وجدوا أنفسهم مرة أخرى أمام مدرسة إيان الثانوية. ينتقد إيان بارلي لقيادتهما في مطاردة أوزة برية ويبتعد بساقي وايلدن ليقضي الوقت المتبقي مع والده.
من خلال إعادة قراءة قائمة الأشياء التي كان يرغب في القيام بها مع ويلدن، أدرك لان أن بارلي كان شخصية أب له طوال حياته ويعود للتعويض. يرفض بارلي الاستسلام ويكتشف الجوهرة المطلوبة داخل نافورة عبر الشارع من المدرسة ويسترجعها، مما أثار عن غير قصد اللعنة التي تحدث عنها كوري: تنين حجري، مبني من قطع من مبنى المدرسة، عازم على المطالبة بالجوهرة.
يصل كوري ولوريل ويشتت انتباه التنين لفترة كافية حتى ينتهي إيان من إلقاء تعويذة الزيارة، لكنهما غير قادرين على هزيمة التنين بمفردهما.
يركض إيان لمحاربته، مما يسمح لـ بارلي بأن يتمنى وداعًا أخيرًا لـ ويلدن. إنه يستخدم المهارات السحرية التي تعلمها لهزيمة التنين بدفع سيف كوري إلى قلبه. محاصرًا خلف كومة من الأنقاض، يرى إيان جثة وايلدن تعود للظهور لفترة وجيزة للتحدث إلى بارلي. بعد أن تبدد وايلدن، أخبر بارلي إيان أن والدهما فخور به، وأن الأخوين يشتركان في عناق. بعد مرور بعض الوقت، عندما بدأ العالم في إعادة اكتشاف الفنون السحرية للماضي، انطلق الأخوان في مهمة جديدة

## وصلات خارجية
- الموقع الرسمي
- منع فيلم رسوم متحركة في أربع دول عربية بسبب كلمة على موقع بي بي سي عربي
- مقالات تستعمل روابط فنية بلا صلة مع ويكي بيانات